# IAU (小惑星)
IAU (5000 IAU) は小惑星帯の小惑星。エレノア・ヘリンがパロマー天文台で発見した。
国際天文学連合 (The International Astronomical Union) に因んで名付けられた。